# Julia Koralewska
Julia Koralewska (ur. 17 lutego 2002 w Bydgoszczy) – polska lekkoatletka specjalizująca się w biegach długodystansowych i przełajowych. Najmłodsza w historii mistrzyni Polski seniorów w biegu na 10 000 metrów (Olkusz 2023), wicemistrzyni Polski seniorów w biegu na 5000 metrów (Gorzów Wielkopolski 2023), biegu na 10 000 metrów (Ustka 2024), biegu przełajowym (Bytom 2024), biegu na 5 km (Warszawa 2025).

## Życiorys
Jest studentką Gdańskiego Uniwersytetu Medycznego.

## Rekordy życiowe
Opracowano na podstawie
| Konkurencja                        | Obiekt       | Data            | Miejsce             | Wynik    |
| ---------------------------------- | ------------ | --------------- | ------------------- | -------- |
| bieg na 1500 metrów                | stadion      | 4 czerwca 2023  | Chorzów             | 4:13,74  |
| bieg na 1500 metrów                | hala         | 4 lutego 2023   | Toruń               | 4:18,69  |
| bieg na 3000 metrów                | stadion      | 16 lipca 2025   | Białogard           | 9:16,00  |
| bieg na 3000 metrów                | hala         | 07 lutego 2025  | Walencja            | 9:00,74  |
| bieg na 3000 metrów z przeszkodami | stadion      | 27 lipca 2023   | Gorzów Wielkopolski | 9:46,46  |
| bieg na 5000 metrów                | stadion      | 11 czerwca 2022 | Suwałki             | 16:21,64 |
| bieg na 10 000 metrów              | stadion      | 21 lipca 2025   | Bochum              | 32:28,02 |
| bieg na 10 kilometrów              | bieg uliczny | 16 lutego 2025  | Castellon           | 32:34    |

## Osiągnięcia
Opracowano na podstawie
| Rok  | Impreza                                                                 | Miejsce                 | Konkurencja                        | Pozycja     | Wynik         |
| ---- | ----------------------------------------------------------------------- | ----------------------- | ---------------------------------- | ----------- | ------------- |
| 2019 | Halowe Mistrzostwa Polski U18                                           | Toruń                   | bieg na 2000 metrów                | 2. miejsce  | 6:16.91       |
| 2019 | Mistrzostwa Polski U18 w Biegach Przełajowych                           | Olszyna                 | bieg przełajowy                    | 3. miejsce  | 11:28         |
| 2019 | Mistrzostwa Polski U18                                                  | Poznań                  | bieg na 1500 metrów z przeszkodami | 1. miejsce  | 4:52.66       |
| 2019 | Letni olimpijski festiwal młodzieży Europy                              | Baku                    | bieg na 2000 metrów z przeszkodami | 14. miejsce | 7:03.08       |
| 2020 | Mistrzostwa Polski U20                                                  | Radom                   | bieg na 2000 metrów z przeszkodami | 2. miejsce  | 7:00.03       |
| 2020 | Mecz U20 Polska-Czechy                                                  | Karpacz                 | bieg na 2000 metrów z przeszkodami | 3. miejsce  | 6:56.82       |
| 2021 | Mistrzostwa Polski U20                                                  | Poznań                  | bieg na 3000 metrów z przeszkodami | 1. miejsce  | 10:26.04      |
| 2021 | Mistrzostwa Polski U20                                                  | Lublin                  | bieg na 3000 metrów                | 3. miejsce  | 9:47.75       |
| 2021 | Mistrzostwa Polski U20                                                  | Lublin                  | bieg na 2000 metrów z przeszkodami | 2. miejsce  | 6:46.61       |
| 2021 | Mistrzostwa Europy U20                                                  | Tallinn                 | bieg na 3000 metrów z przeszkodami | 9. miejsce  | 10:28.91      |
| 2021 | Mistrzostwa Świata U20                                                  | Nairobi                 | bieg na 3000 metrów z przeszkodami | 15. miejsce | 11:22.23      |
| 2021 | Mistrzostwa Polski U20 w Biegach Przełajowych                           | Tomaszów Lubelski       | bieg przełajowy                    | 3. miejsce  | 15:54         |
| 2021 | Mistrzostwa Europy w Biegach Przełajowych                               | Dublin-Fingal           | bieg przełajowy                    | 32. miejsce | 14:17         |
| 2022 | Mistrzostwa Polski U23 w Biegu na 10 000 metrów                         | Międzyrzecz             | bieg na 10 000 metrów              | 1. miejsce  | 33:55.13      |
| 2022 | Mistrzostwa Polski U23 w Biegu na 5000 metrów                           | Piaseczno               | bieg na 5000 metrów                | 2. miejsce  | 16:31.53      |
| 2022 | Mityng IFAM Oordegem                                                    | Oordegem                | bieg na 3000 metrów z przeszkodami | 10. miejsce | 10:22.28      |
| 2022 | Mistrzostwa Polski                                                      | Suwałki                 | bieg na 5000 metrów                | 5. miejsce  | 16:21.64      |
| 2022 | Mistrzostwa Polski                                                      | Suwałki                 | bieg na 3000 metrów z przeszkodami | 6. miejsce  | 10:08.46      |
| 2022 | Mistrzostwa Polski U23                                                  | Poznań                  | bieg na 3000 metrów z przeszkodami | 2. miejsce  | 10:02.11      |
| 2022 | Mecz U23 Polska-Czechy-Węgry-Słowacja-Słowenia                          | Győr                    | bieg na 3000 metrów                | 1. miejsce  | 9:43.98       |
| 2022 | Mistrzostwa Polski U23 w Biegach Przełajowych                           | Olesno                  | bieg przełajowy                    | 1. miejsce  | 21:03         |
| 2022 | Mistrzostwa Europy w Biegach Przełajowych                               | Piemonte                | bieg przełajowy                    | 52. miejsce | 22:55         |
| 2023 | Halowe Mistrzostwa Polski U23                                           | Toruń                   | bieg na 3000 metrów                | 1. miejsce  | 9:20.61       |
| 2023 | Mistrzostwa Polski, Mistrzostwa Polski U23                              | Olkusz                  | bieg na 10 000 metrów              | 1. miejsce  | 33:48.95      |
| 2023 | Mityng IFAM Oordegem                                                    | Oordegem                | bieg na 3000 metrów z przeszkodami | 1. miejsce  | 9:52.94       |
| 2023 | Mistrzostwa Polski U23                                                  | Włocławek               | bieg na 3000 metrów z przeszkodami | 1. miejsce  | 9:52.88       |
| 2023 | Mistrzostwa Polski U23                                                  | Włocławek               | bieg na 1500 metrów                | 3. miejsce  | 4:31.77       |
| 2023 | Młodzieżowe Mistrzostwa Europy U23                                      | Espoo                   | bieg na 3000 metrów z przeszkodami | 5. miejsce  | 9:54:16       |
| 2023 | Mistrzostwa Polski                                                      | Gorzów Wielkopolski     | bieg na 3000 metrów z przeszkodami | 5. miejsce  | 9:46.46       |
| 2023 | Mistrzostwa Polski                                                      | Gorzów Wielkopolski     | bieg na 5000 metrów                | 2. miejsce  | 16:44.14      |
| 2023 | Zawody przełajowe NI & Ulster and Bobby Rea International Cross Country | Belfast                 | bieg przełajowy                    | 3. miejsce  | 22:11         |
| 2023 | Mistrzostwa Polski U23 w Biegach Przełajowych                           | Zielona Góra / Drzonków | bieg przełajowy                    | 2. miejsce  | 24:52         |
| 2023 | Mistrzostwa Europy w Biegach Przełajowych                               | Bruxelles               | bieg przełajowy                    | 39. miejsce | 29:08         |
| 2024 | Halowe Mistrzostwa Polski U23                                           | Toruń                   | bieg na 3000 metrów                | 2. miejsce  | 9:15.22       |
| 2024 | Mistrzostwa Polski, Mistrzostwa Polski U23                              | Ustka                   | bieg na 10 000 metrów              | 2. miejsce  | 33:49.64(637) |
| 2024 | Mistrzostwa Polski U23                                                  | Ciechanów               | bieg na 5000 metrów                | 3. miejsce  | 16:25.73      |
| 2024 | Mistrzostwa Polski U23                                                  | Lublin                  | bieg na 3000 metrów z przeszkodami | 3. miejsce  | 10:26.88      |
| 2024 | Mistrzostwa Polski U23 w Biegach Przełajowych                           | Bytom                   | bieg przełajowy                    | 1. miejsce  | 21:57         |
| 2024 | Mistrzostwa Polski Seniorów w Biegach Przełajowych                      | Bytom                   | bieg przełajowy                    | 2. miejsce  | 21:57         |
| 2024 | Mistrzostwa Europy U23 w Biegach Przełajowych                           | Antalya                 | bieg przełajowy                    | 24. miejsce | 22:25         |
| 2025 | Mistrzostwa Europy w biegach ulicznych                                  | Bruksela/Leuven         | bieg na 10 kilometrów              | 69. miejsce | 34:30         |
| 2025 | Mistrzostwa Europy w biegach ulicznych                                  | Bruksela/Leuven         | bieg na 10 kilometrów drużynowo    | 8. miejsce  | 1:40:02       |
| 2025 | Otwarte Mistrzostwa Polski Kobiet w Biegu na 5 km / Irena Women Run     | Warszawa                | bieg na 5 kilometrów               | 2. miejsce  | 16:17         |
| 2025 | 29. Letnia Uniwersjada                                                  | Bochum                  | bieg na 10 000 metrów              | 7. miejsce  | 32:28:02      |

## Ciekawostki
Zajęła drugie miejsce w Mistrzostwach Polski seniorów i U23 w roku 2024 rozgrywanych w Ustce w biegu na 10 000 metrów tracąc do zwyciężczyni zaledwie 0,006 sekundy. Jest to najmniejsza różnica czasowa w historii Mistrzostw Polski w biegu długodystansowym pomiędzy złotą i srebrną medalistką.